# Plebiscito de Carintia

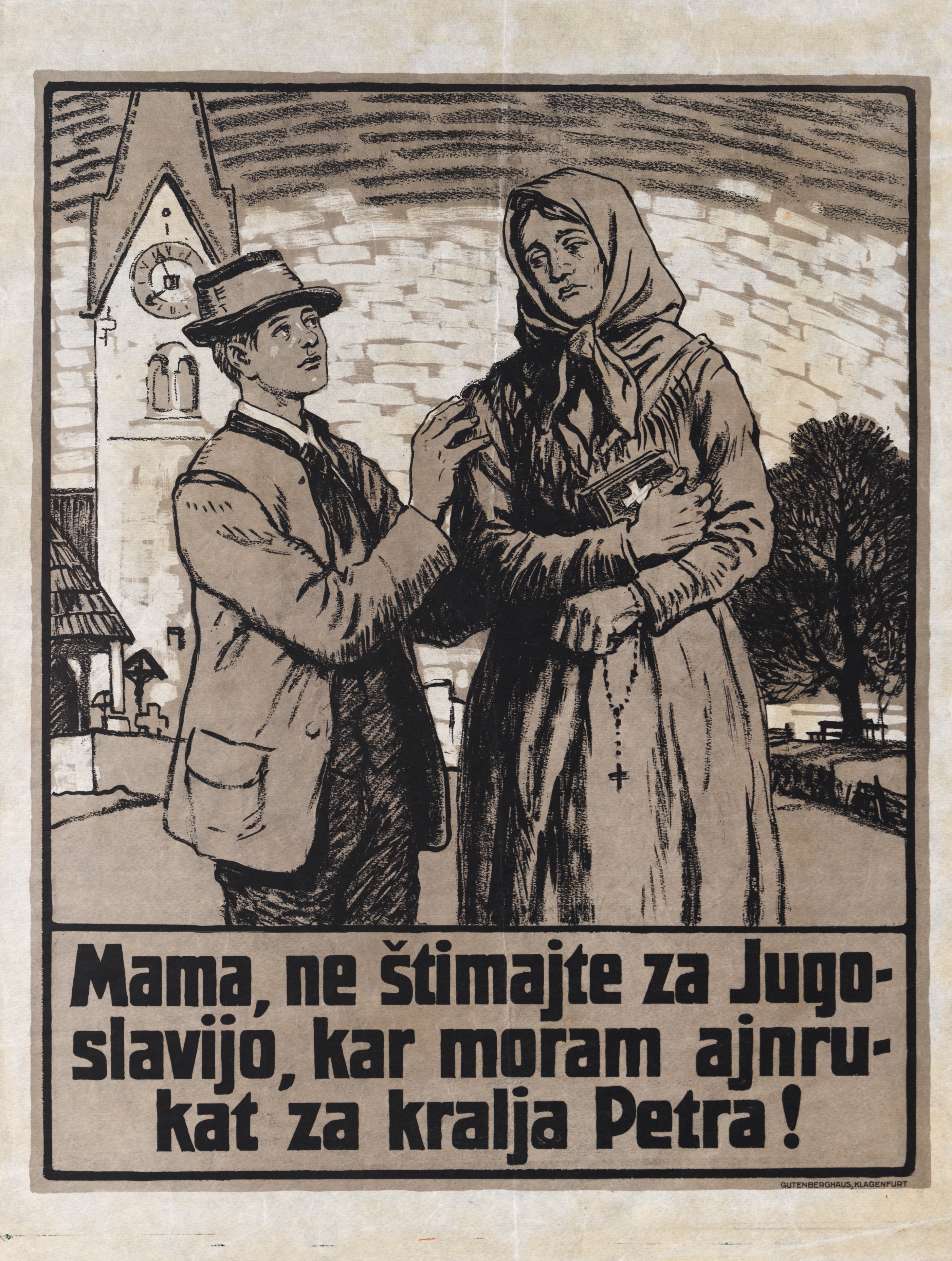
Póster propagandistico a favor de la unión con Austria en esloveno en el que reza: "Madre, no vote por Yugoslavia, o seré reclutado por el Rey Pedro". En él se transluce la beligerancia de los yugoslavos frente a la postura pacífica de Austria

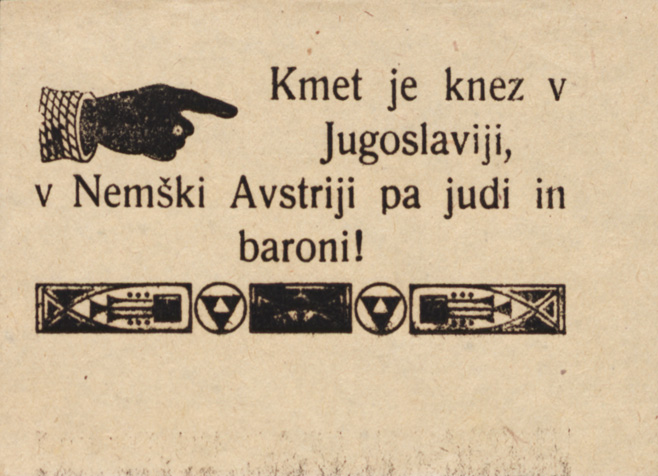
Póster partidario de la unión con Yugoslavia: "En Yugoslavia, el granjero es el príncipe. En la Austria alemana lo son los barones y los judíos"

El plebiscito de Carintia (Kärntner Volksabstimmung en alemán y Koroški plebiscit en esloveno) fue un referéndum que tuvo lugar el 10 de octubre de 1920 en Carintia, en el área con mayor población eslovena.
Tras el resultado final, quedaron establecidas las fronteras entre el sur de Austria y el recién establecido Reino de los Serbios, Croatas y Eslovenos, estados surgidos tras la I Guerra Mundial.

## Trasfondo
A raíz de la caída del Imperio Austrohúngaro y de la Casa de Habsburgo una vez finalizado el conflicto, empezaron a surgir nuevos estados. Entre estos, se estableció un estado multiétnico compuesto por eslovenos, croatas y serbios tras firmarse la declaración de Corfú y el cual se uniría al Reino de Serbia a partir del 1 de diciembre de 1918.
La delimitación de las fronteras entre las nuevas naciones fue compleja y no siempre pacífica. Mientras que la frontera nordeste con el Reino de Italia junto con la Marca Juliana quedó determinada por el tratado de Londres de 1915, las lindes entre el estado balcánico y Austria fueron objeto de disputa. Tanto austriacos como eslovenos de las zonas de los [por entonces] desaparecidos Carintia, Estiria y Carniola se acogieron al derecho de autodeterminación, defendido por el Presidente de los Estados Unidos: Woodrow Wilson. Las tensiones culminaron en violentos estallidos como lo fue el Domingo Sangriento de Marburg (actual Maribor), en Baja Estiria; y continuaron hacia el sureste con combates entre grupos paramilitares.
En particular, la cuestión de Carintia fue un asunto importante en los últimos días de la I Guerra Mundial, cuyos eventos se desarrollaron rápidamente empezando por los reclamos territoriales por parte de la Asamblea Nacional de Eslovenia el 17 de octubre de 1918. Tales peticiones fueron rechazadas por el Landtag provisional carintio, cuya asamblea declaró la adhesión de la zona al territorio austriaco. En consecuencia, las fuerzas yugoslavas se desplazaron a partir del 5 de noviembre a los asentamientos eslovenos desde la cordillera Karavanke hasta el río Drava y más allá. En cuanto al Landtag, se trasladó desde Klagenfurt hacia el noroeste de Spittal an der Drau y exigieron el derecho de autodeterminación en la que también se pedía un referéndum para la región, cuya población era mixta.
Con la ocupación del sureste de Carintia por parte las tropas yugoslavas, las confrontaciones iniciales derivaron en violencia armada. Arthur Lemisch, Gobernador provisional del lander optó por las armas para proteger el sureste de la frontera en la cordillera. Los combates entre los grupos paramilitares en Arnoldstein y Ferlach alarmaron a la Entente, los cuales mediaron en el conflicto al tiempo que la comisión del ejército de Estados Unidos bajo el mando del Teniente Coronel Sherman Miles visitaron la región en disputa entre enero y febrero, y se sugirió que la cordillera en cuestión hiciese de frontera abriendo la posibilidad de un plebiscito. Los representantes yugoslavos instaron al establecimiento de una frontera sobre el Drava, por otro lado los delegados estadounidenses se posicionaron a favor de preservar la unidad de la cuenca de Klagenfurt convenciendo a los homólogos británicos y franceses. Hasta el 7 de mayo, todos los territorios carintios evacuados no serían desalojados. Sin embargo, el 28 del mismo mes, las fuerzas yugoslavas bajo el mando del General Rudolf Maister intentaron cruzar de nuevo la frontera, pero la acción fue repelida por la Entente.
La cuestión fue si la mayor parte de la población eslovena del sureste de la región junto con los habitantes de la cordillera de Karavanke votarían por adherirse a Austria o unirse al recién estado eslavo. Esta situación se debió al auge del nacionalismo romántico que había por aquel entonces en el Imperio Austrohúngaro y la idea de mayor autonomía para los territorios tradicionales de Eslovenia.

## Plebiscito
El Tratado de Saint-Germain-en-Laye, firmado el 10 de septiembre de 1919 por Austria debía determinar la frontera yugoslavo-austriaca. En el tratado quedó establecido que algunas partes de Carintia: valle del Meža junto con la localidad de Dravograd y el área municipal de Jezersko debían ser incorporados al Reino de los Serbios, Croatas y Eslovenos; mientras que la cuenca de Klagenfurt estaba por determinar.
Con el objetivo de resolver el conflicto de manera pacífica, las potencias vencedoras dividieron el sureste de la región en dos zonas: A (sur) y B (norte). Para determinar la anexión del territorio en disputa, se organizó un referéndum en el que debían participar ambas comunidades. De acuerdo con las estadísticas demográficas de antes de la guerra, la mayor parte de la población de la zona A era en su mayoría eslovena teniendo el esloveno como idioma principal, aunque también había núcleos de población germanoparlante en Völkermarkt y otras pequeñas localidades como Bleiburg (Pliberk) y Ferlach (Borovlje).
Antes de que el plebiscito tuviese lugar, ambas partes se lanzaron en una campaña de propaganda intensiva. Desde Austria se hizo énfasis en los beneficios económicos que supondrían preservar la unidad de la cuenca de Klagenfurt y se apeló a los sentimientos de unidad y hermandad entre las dos comunidades, la germanoparlante y la eslovenoparlante de Carintia. Para convencer a los eslovenos, algunos carteles propagandísticos estuvieron escritos en esloveno, y en ellos se prometió respetar la identidad étnica. Sin embargo, también hubo cierto sesgo anti-yugoslavo en el que se describían las condiciones de vida del Reino de los Serbios, Croatas y Eslovenos como "caótico". Por el otro lado, la propaganda yugoslava adoptó una postura anti-germanista más radical y tan solo hablaron de asuntos económicos en las últimas semanas antes de llevarse a cabo el referéndum. No obstante, ninguna de las dos posturas fueron capaces de recurrir a la inestabilidad política de la recién establecida República Austriaca.
A pesar de que se cumplieron seis meses del tratado de Saint-Germain-en-Laye, el referéndum de la zona A no se pudo celebrar en la fecha estipulada (10 de octubre), por lo que para cambiar la fecha se optó por ignorar o modificar algunas condiciones con la idea de no permitir que el ejército yugoslavo tomase el control de la frontera entre ambas áreas en junio de 1920. En cambio, las fuerzas balcánicas tuvieron que retirarse de la zona A por decisión de la comisión plebiscitaria que tuvo lugar el 18 de septiembre. Los cambios realizados en los registros electorales permitieron que los votantes de la Zona B votasen en la A reforzando la postura austriaca. Durante las siguientes décadas, ambas partes continuarían interpretando e instrumentalizando las circunstancias plebiscitarias según sus puntos de vista.

### Resultados
Con un resultado de 22.025 votos (59,1% del total) frente a 15.279 (40,9%), ganó la opción de adherirse al territorio austriaco. Asumiendo que prácticamente toda la población germanoparlante había votado por pertenecer a Austria, la mitad de los eslovenos carintios decidió optar por la república, sin embargo, desde las remotas poblaciones alpinas de los alrededores de la cordillera Karawanke, la mayor parte votó por Yugoslavia por cuestiones sociales y culturales en lugar de los lazos económicos de la región carintia.

Resultados por municipios
Yugoslavia
Austria

|             | Unión con Austria | Unión con Yugoslavia |
| ----------- | ----------------- | -------------------- |
| Rosegg      | 1.980             | 2.318                |
| Ferlach     | 6.427             | 4.981                |
| Völkermarkt | 8.306             | 2.444                |
| Bleiburg    | 5.312             | 5.535                |
| Total       | 22.025            | 15.278               |

Una vez votada la opción austriaca en la zona A, no hubo necesidad de realizar ninguna consulta en la zona B, de mayoría germana. La reacción de los yugoslavos fue la de perpetrar otra incursión que volvió a ser repelida por la Entente. A partir del 18 de noviembre, la región pasaría a estar gestionada por la administración austriaca y cuatro días después quedaría declarada la soberanía austriaca sobre el lander. En el presente, el 10 de octubre pasaría a ser festivo en todo el estado.
Con la conclusión de los resultados, quedó definida la frontera entre ambos países, la cual seguiría intacta, aun después de la II Guerra Mundial, incluso tras el surgimiento de la República Democrática Federal de Yugoslavia de Josip Broz Tito, quien daría luz verde a los partisanos para invadir nuevamente el área [anteriormente] en disputa, incluida la capital.

## Postura yugoslava
A pesar de que la mayor parte de la población carintia se decantó por adherirse a Austria, desde el Gobierno yugoslavo se autoproclamaron vencedores en la consulta. Acto seguido, las tropas militares se desplazaron a la zona y ocuparon varias poblaciones. Los comandos declararon que no reconocerían la autoridad de la comisión plebiscitaria. Al mismo tiempo, en Maribor, se reportaron varios disturbios que tenían como objetivo: comercios regidos por ciudadanos de etnia germana. A finales de octubre, el gobierno reconoció los resultados y mandó retirar las tropas de la zona.

### Libeliče
Los ciudadanos de Libeliče, en el extremo oriental de la zona A, partidarios de la unión con Yugoslavia organizaron manifestaciones en pro de unirse al reino balcánico tal como se pudo demostrar tras el referéndum, donde la mayoría votó por adherirse a Yugoslavia, sin embargo, al igual que el resto del área, la localidad pasaría a formar parte del territorio austriaco.
La población se opuso a los resultados definitivos y a diario se produjeron cortes en las alambradas que delimitaban la frontera así como la retirada de algunos hitos fronterizos. También eran frecuentes las manifestaciones, tanto en la ciudad como en los alrededores, desde donde se hizo llamamientos a ignorar las leyes austriacas. Los coordinadores de la rebelión consiguieron ponerse en contacto con políticos de alto rango de Ljubljana y más adelante, de Belgrado. Finalmente, los Gobiernos de Austria y Yugoslavia acordaron realizar varios intercambios territoriales por los que Austria cedería Libeliče y obtendría como compensación el control del margen izquierdo del río Drava, donde se encontraban los asentamientos de Rabenstein (Rabštajn pri Labotu) y Lorenzenberg (Šentlovrenc), siendo esta la demarcación definitiva entre el país alpino y la actual Eslovenia.